# Enoplia
Enoplia zijn een onderklasse van rondwormen (Nematoda).

## Taxonomie
De volgende ordes worden bij de klasse ingedeeld:
- Enoplida (=Trefusiida)
- Triplonchida